# Серый песчаный муравей
Серый песчаный муравей (лат. Formica cinerea) — вид средних по размеру муравьёв рода Formica из подсемейства Formicinae (Formicidae). Характерен для песчаных почв, молодых сосняков.

## Распространение
Средняя и южная Европа.

## Описание
Мелкие и среднего размера муравьи, длина тела рабочих от 4 до 7 мм, самки от 8 до 11 мм. Основная окраска тела серая или серебристая, ноги красновато-коричневые; глаза крупные. Внешне сходен с такими видами как Formica fusca, Formica fuscocinerea и Formica selysi.

## Классификация
Данный вид относится к подроду Serviformica, включающему самых примитивных представителей рода Formica. Включён в состав видовой группы Formica cinerea вместе с видами Formica fuscocinerea, Formica selysi, Formica georgica и Formica corsica.